# Бакрадзе, Валериан Минаевич
Бакрадзе Валериан Минаевич (груз. ვალერიან ბაქრაძე; 1901—1971) — советский, грузинский партийный деятель. Член ВКП(б) с 1921.

## Биография
Родился 1901 года в селе Сева Рачинского уезда Кутаисской губернии. В 1911 году окончил одноклассную сельскую школу.
С декабря 1911 по ноябрь 1914 года обучался столярному делу. Сразу после обучения и до января 1917 года работал в столярной мастерской Керера в Тифлисе. И ещё год в семейном хозяйстве в родном селе Сева.
В феврале 1919 года ушёл на военную службу. где служил в составе 1-го полка Грузинской национальной армии в Тифлисе. С апреля 1920 года по болезни вернулся в родное село Сева. В марте 1921 года возобновил военную службу уже в рядах Красной Армии в качестве старшины эскадрона 1-го Грузинского кавалерийского полка. В этот же период в 1921 году вступил в ВКП(б).
В 1923 году ушёл с военной службы и с февраля 1923 по март 1924 года работал начальником Душетской районной милиции. В октябре 1924 года стал секретарём Душетского уездного комитета КП(б) Грузии.
С октября 1924 по май 1925 года проходил обучение на годовых курсов уездных партийных работников при ЦК ВКП(б) в Москве. После их окончания с мая 1925 года работал заведующим организационным отделом отделом Душетского уездного комитета КП(б) Грузии. Позже с августа 1925 по сентябрь 1928 года ответственным секретарём Душетского уездного комитета КП(б) Грузии. С сентября 1928 по август 1929 года инструктор Центрального комитета Коммунистической партии большевиков Грузии в Тифлисе. С августа 1929 по июль 1930 года был ответственным секретарём Кахетинского окружного комитета КП(б) Грузии в селе Гурджаани. С августа 1930 по ноябрь 1931 года повышал образование на курсах марксизма-ленинизма при ЦК ВКП(б) в Москве. однако проучившись один год в ноябре 1931 года стал заведующим отделом агитации и массовых компаний ЦК КП(б) Грузии в Тифлисе. С января по июнь 1934 года был начальником Политического сектора Народного комиссариата земледелия Грузинской ССР. 
26 января—10 февраля 1934 года делегат XVII съезда ВКП(б).
В июле 1934 года стал председателем исполнительного комитета Тифлисского городского совета.
30 декабря 1934 года был назначен 2 рым секретарём ЦК КП(б) Грузии. С июля 1937 по декабрь 1946 года был председателем Совета Народных Комиссаров (с 9 апреля 1946 года - Совета Министров) Грузии. Позже с апреля по сентябрь 1953 года повторно занимал этот пост, одновременно занимая пост министра лёгкой и пищевой промышленности.
В период с 1946 по 1952 годы занимал посты заместителя председателя Совета Министров Грузинской ССР. А также с 1947 по 1952 годы был на должности министра пищевой промышленности Грузинской ССР.
С августа по октябрь 1953 года работал управляющим треста «Грузшовкопром». После долгой болезни с мая 1954 года и до выхода на пенсию работал директором Цителхевского винного завода объединения «Самтрест» Маяковского района Грузинской ССР.
Умер в 1971 году.

## Награды
Орден Ленина (1941, 1946, ?)
Орден Красного Знамени (1942)